# Gara Sibiu Triaj
Gara Sibiu Triaj este o stație de cale ferată care deservește orașul Sibiu din România.